# Maritimosoma schawalleri
Maritimosoma schawalleri är en mångfotingart som först beskrevs av Mikhaljova 1993.  Maritimosoma schawalleri ingår i släktet Maritimosoma och familjen Diplomaragnidae. Inga underarter finns listade i Catalogue of Life.